# Трибутарна държава
Трибутарна държава е държава с непълен суверенитет, която е поставена в подчинено положение спрямо друга държава суверен в международноправен аспект. Подчиненото положение се изразява в задължението за плащане на ежегоден васален данък – трибут.

Пример за васално княжество в историята на България е Княжество България, което е възстановено/конституирано като трибутарно княжество според Берлинския договор. Член 1 от този договор гласи: 
| „ | България се конституира като самоуправляващо се княжество под суверенитета на Негово Величество султана... | “ |